# Тирке-яйла

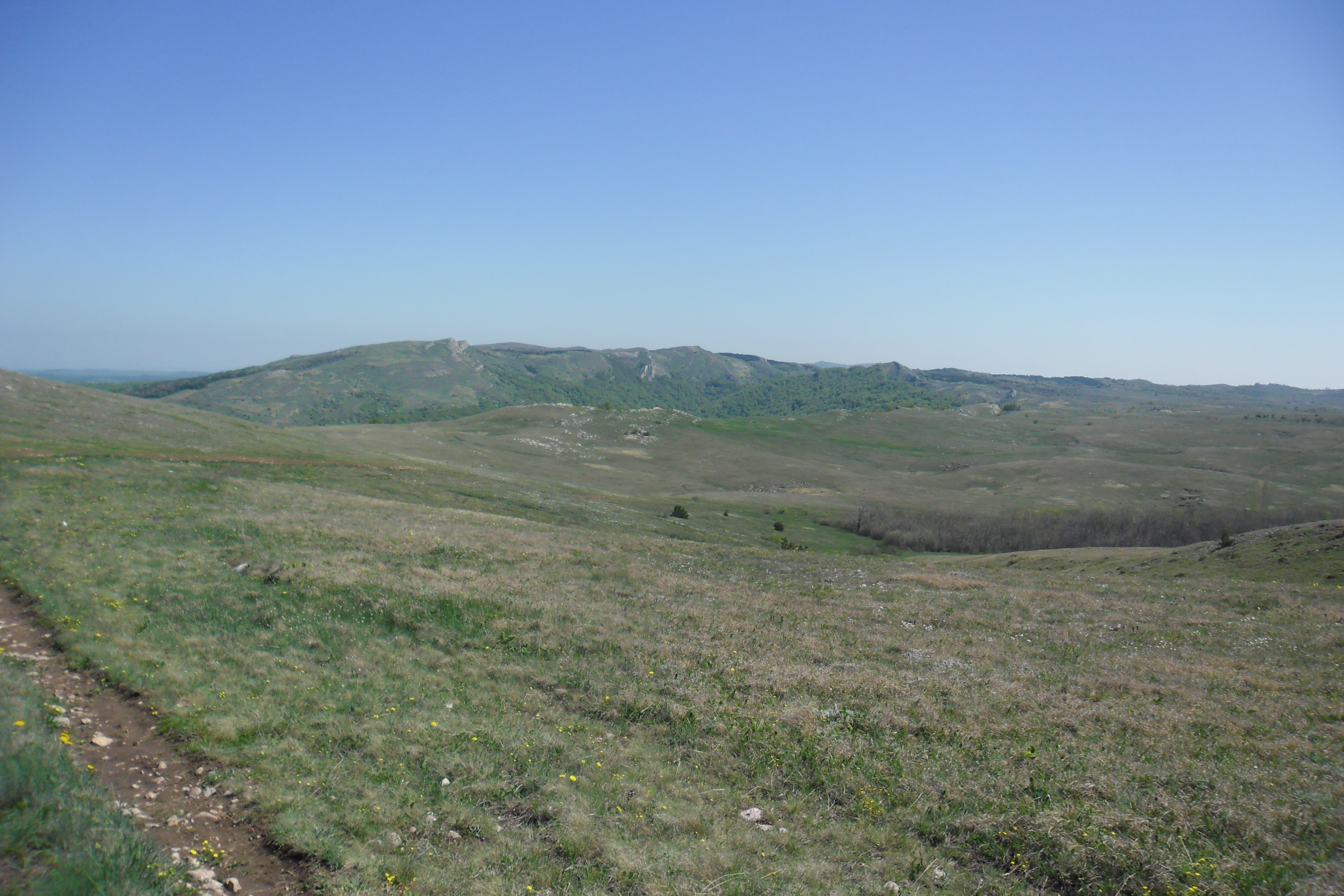
Тирке-яйла з Демерджі

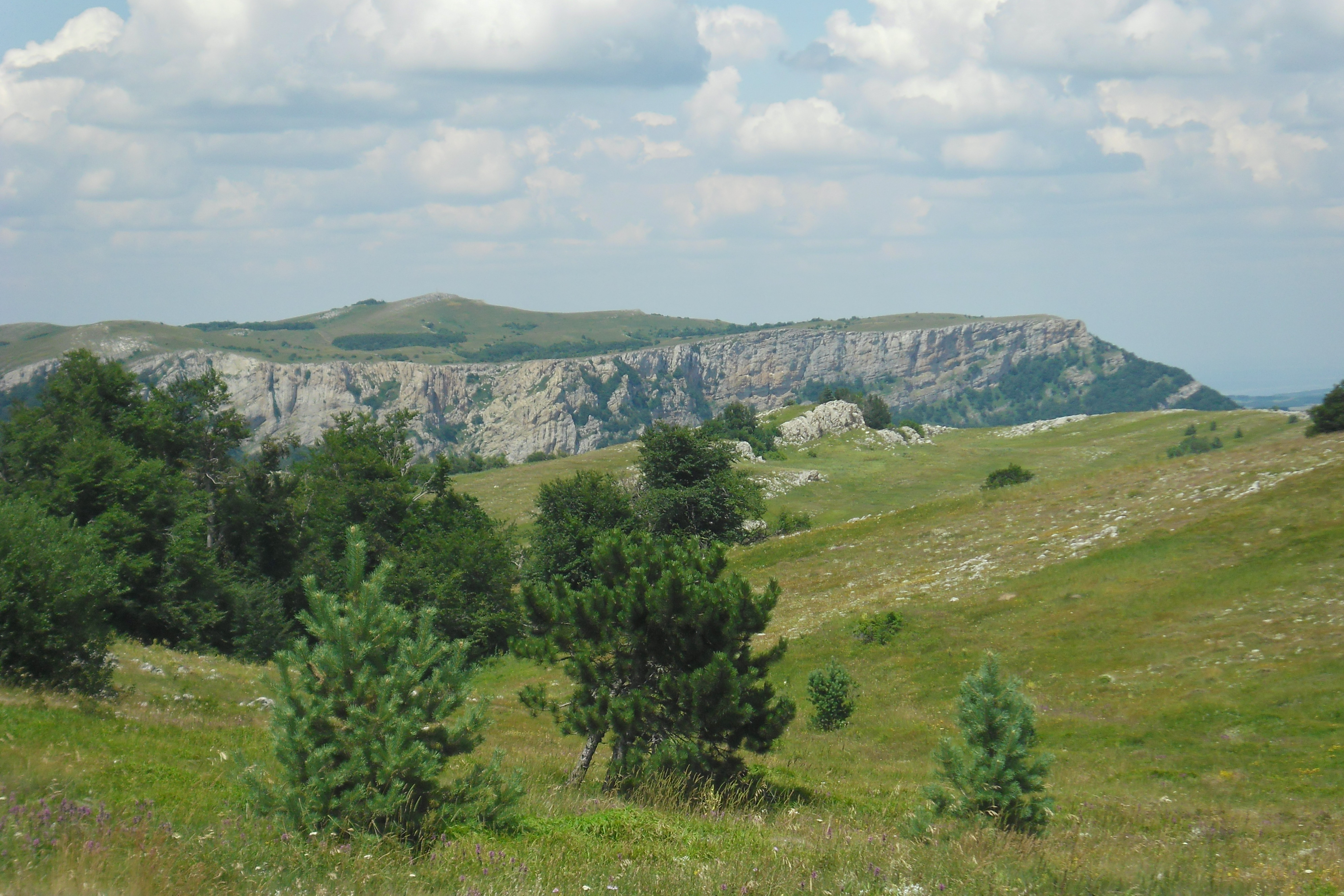
Тирке-яйла. Стіл-Гора (середній план) і Довга гора та Тирке (задній план). Вид з Демерджі (передній план).

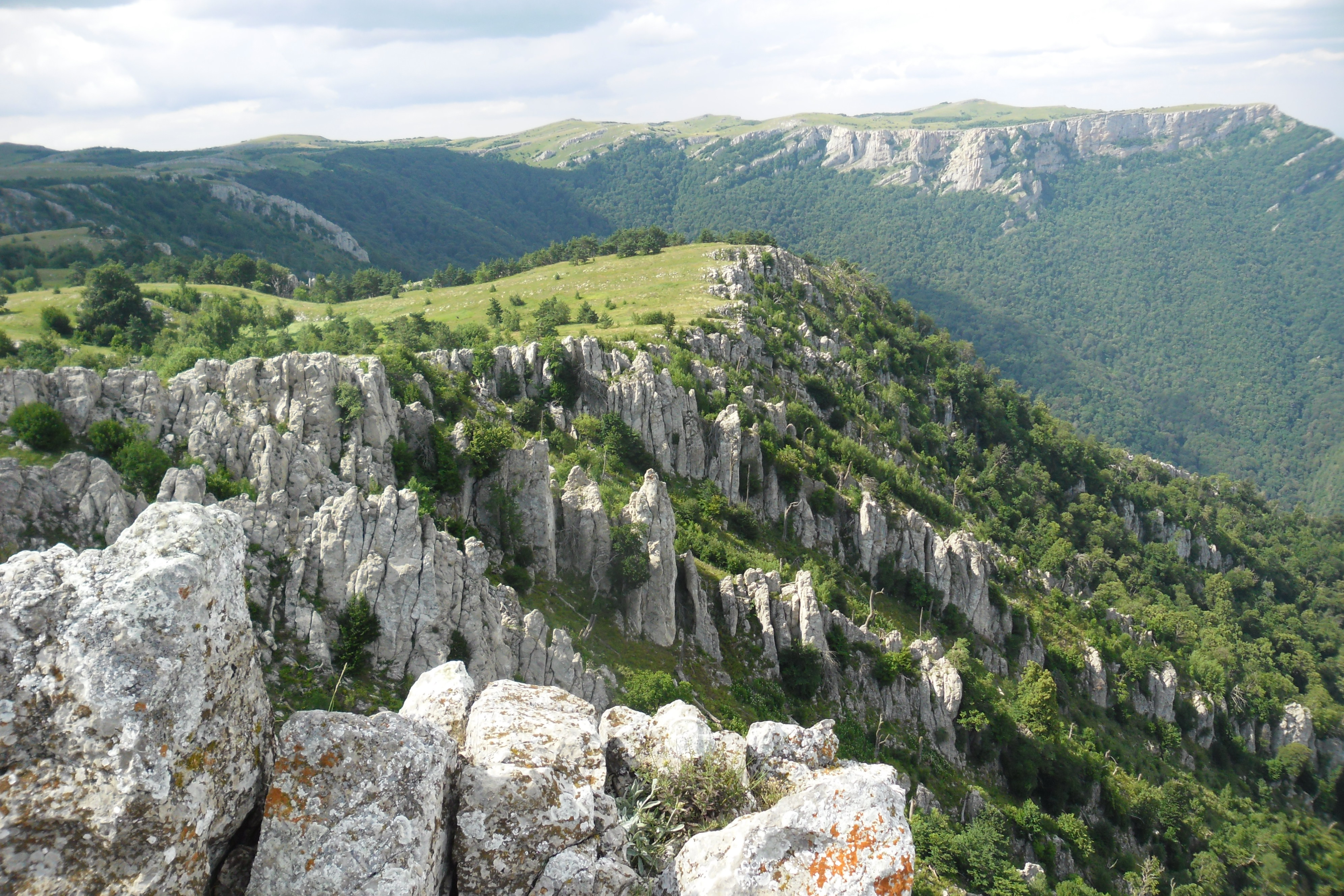
Демерджі. Безіменна вершина 1244 над Хапхалом. Другий план — Тирке-яйла.

Тирке́-яйла́, Тіркє́-яйла́ (крим. Tirke yayla) — височина в Криму, структурний масив Субаткан-яйли. Висоти 1000—1287 метрів над рівнем моря, складені, в основному, мармуроподібними вапняками. Найвищі гори Тіркє-яйли: Хапхал-Баш (1287), Тирке (1283), Довга гора (1283), Стіл-Гора (1240).
Північно-західний відріг Тіркє-яйли — гора Юкі-Тепе.
Західний відріг Тіркє — гора Замана.

## Література

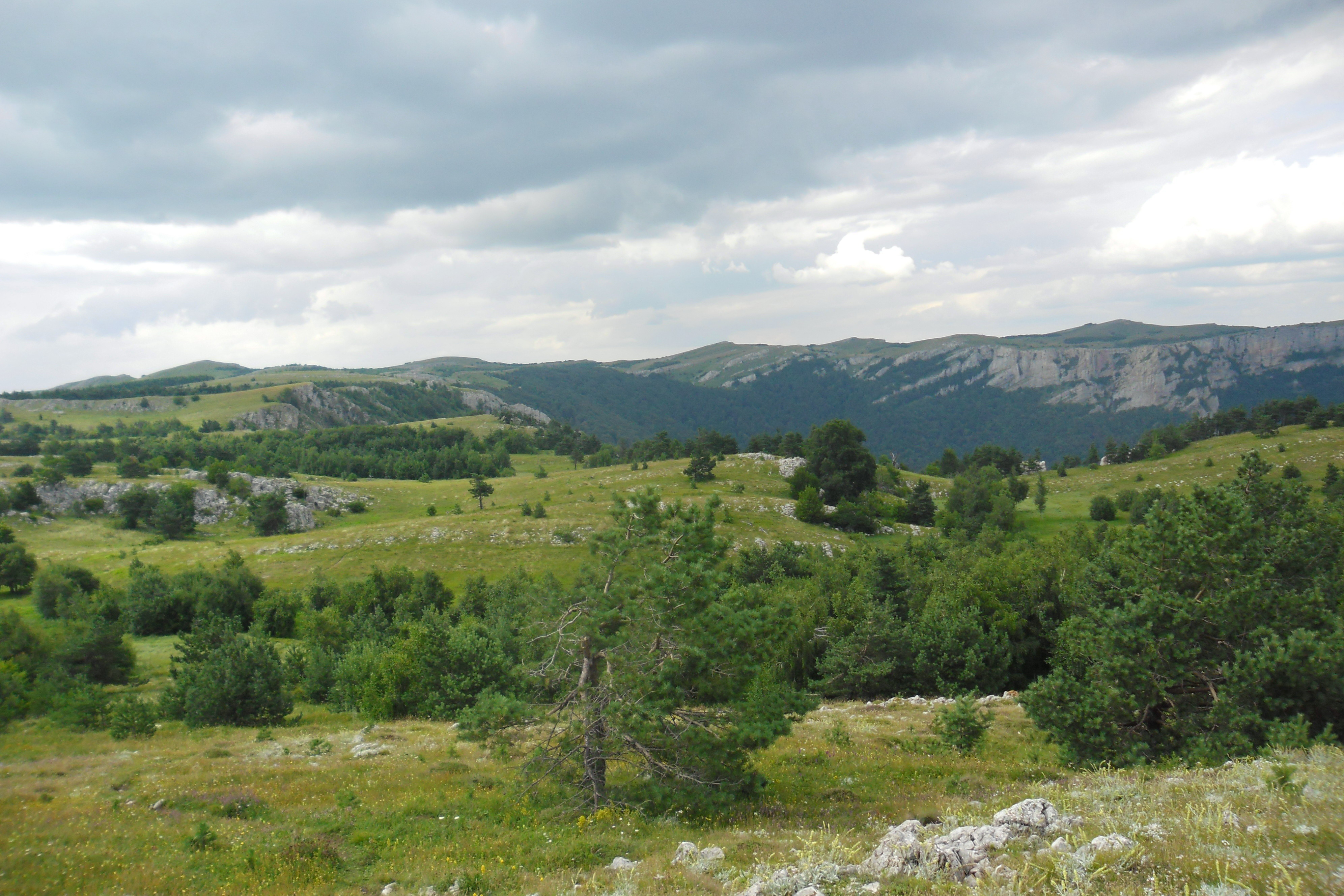
Перехід з Демерджі на Тирке-яйлу.